# Magnetischer Barkhausen-Effekt

Barkhausensprünge bei der Magnetisierung

Barkhausen-Sprung – Verschiebung einer Bloch-Wand über eine Störstelle

Der magnetische Barkhausen-Effekt, auch Barkhausensprünge oder Barkhausenrauschen, besteht in diskontinuierlichen Änderungen der Magnetisierung von ferromagnetischen Werkstoffen in einem sich stetig ändernden magnetischen Feld. Legt man an einen ferromagnetischen Werkstoff ein äußeres magnetisches Feld an und erhöht langsam die Feldstärke, dann steigt dessen Magnetisierung nicht stetig, sondern in kleinen Barkhausen-Sprüngen an. Dies wies Heinrich Barkhausen 1917 erstmals elektroakustisch in Form eines Rauschens nach.

## Ursache
Die Ursache für den Effekt sind elementare magnetische Momente in kleinen Bereichen einheitlicher Magnetisierungsrichtung, den so genannten Weiss-Bezirken, die von Bloch-Wänden getrennt werden. Zuerst verschieben sich die Bloch-Wände, sie springen dabei von Gitterfehler zu Gitterfehler. Bei größeren Feldstärken klappen dann die magnetischen Momente ganzer Weißscher Bezirke auf einmal um, ohne dass die Feldstärke erhöht wurde. Dadurch ändert sich das äußere Magnetfeld des Werkstoffs sprunghaft.
Die Magnetisierungskurve ist dann einer Treppenkurve vergleichbar. Der Anstieg der Treppenabsätze bildet dann den reversiblen Anteil der magnetischen Suszeptibilität, die Höhe des Treppenabsatzes ist die Magnetisierungsänderung durch den irreversiblen Anteil.

## Experimenteller Nachweis
Der experimentelle Nachweis des magnetischen Barkhausen-Effekts erfolgt durch ein sich änderndes Magnetfeld, in dem sich die Probe befindet. Detektiert werden die Sprünge mit einer die Probe ebenfalls umgebenden Induktionsspule, an die ein Kopfhörer oder über einen Verstärker ein Lautsprecher angeschlossen ist. Das Rauschen kann über einen Lautsprecher mit vorgeschaltetem Verstärker hörbar oder auf einem Oszilloskop sichtbar gemacht werden. Das Frequenzspektrum wird durch Wirbelströme verändert, da hohe Frequenzen geschwächt werden, je tiefer ihr Entstehungsort im Material ist. Das bedeutet einerseits, dass dünne Proben für den Nachweis besonders gut geeignet sind, und andererseits, dass vertikale Strukturen anhand der spektralen Zusammensetzung darstellbar sind.

## Anwendung
Der Barkhausen-Effekt kann zur zerstörungsfreien Härteprüfung eingesetzt werden. Darüber hinaus wird das Barkhausenrauschen zur Untersuchung oberflächennaher Struktur- und Eigenspannungszustände von Eisenwerkstoffen benutzt.

## Fachliteratur
- Hans Fischer: Werkstoffe in der Elektrotechnik. 2. Auflage, Carl Hanser Verlag, München Wien, 1982, ISBN 3-446-13553-7
- Horst Stöcker: Taschenbuch der Physik. 4. Auflage, Verlag Harry Deutsch, Frankfurt am Main, 2000, ISBN 3-8171-1628-4